# Olivier Gruner
Oliver Gruner (Parigi, 2 agosto 1960) è un attore e artista marziale francese.
È conosciuto per i suoi ruoli da protagonista in B-Movies d'azione/arti marziali.

## Biografia
Nato a Parigi nel 1960 dopo aver studiato arti marziali quali la savate, il taekwondo e la boxe ed essersi arruolato nel corpo dei marines, dopo quattro anni decide di tentare la carriera sportiva come savateur e kickboxer ed a soli 27 anni nel 1987 diviene campione del mondo sia di savate che di Kickboxing. Durante il festival di Cannes in Francia riesce a ottenere un'audizione e viene così scritturato per il ruolo da protagonista nel film d'azione americano Angel Town del 1990; il film lancia così nel cinema d'azione minore statunitense il kickboxer francese.

## Filmografia
- Vauxhall Crossed (2010) (in produzione) (non confermato) .... Trench Coat
- Tales of an Ancient Empire (2010) (riprese in corso) .... Corsair Duguay
- Brother's War (2009) .... Anton
- Skorumpowani (2008) .... Montenegro
- Lost Warrior: Left Behind (2008) (V) .... Nash
- Blizhniy Boy: The Ultimate Fighter (2007)
- Circuit 3: The Street Monk (2006) (V) .... Dirk Longstreet
- Soft Target (2006) .... Phil Yordan
- SWAT: Warhead One (2005) (V) .... Luc Rémy
- Deadly Engagement (2003) .... Paul Gerard
- Interceptor Force 2 (2002) (TV) .... Lt. Sean Lambert
- The Circuit 2: The Final Punch (2002) (V) .... Dirk Longstreet
- Power Elite (2002) .... Capitano
- The Circuit (2002) .... Dirk Longstreet
- Extreme Honor (2001) .... Cody
- G.O.D. (2001) .... Adrian Kaminski
- Crackerjack 3 (2000) .... Marcus Clay

- "Code Name: Eternity" (20 episodi) Serie Tv
- Tawrens (25 giugno 2000) - Tawrens
- Making Love (2 luglio 2000) - Tawrens
- Death Trap (9 luglio 2000) - Tawrens
- Bounty Hunter (16 luglio 2000) - Tawrens
- Thief (30 luglio 2000) - Tawrens
- Lose Your Dreams (6 agosto 2000) - Tawrens
- 24 Hours (13 agosto 2000) - Tawrens
- Deep Down (20 agosto 2000) - Tawrens
- Fatal Error (27 agosto 2000) - Tawrens
- Sold Out for a Song (3 settembre 2000) - Tawrens
- All the News (10 settembre 2000) - Tawrens
- Laura's Story (18 settembre 2000) - Tawrens
- Project Midas (1º ottobre 2000) - Tawrens
- Dark of the Night (8 ottobre 2000) - Tawrens
- Not a Bite to Eat (15 ottobre 2000) - Tawrens
- The Box (22 ottobre 2000) - Tawrens
- Underground (30 ottobre 2000) - Tawrens
- Chamelon (5 novembre 2000) - Tawrens
- All Fall Down (12 novembre 2000) - Tawrens
- The Shift (19 novembre 2000) - Tawrens

- Kumite (2000) .... Michael Rogers
- The White Pony (1999) .... Jacques
- Interceptors (1999) .... Shaun
- "Più forte ragazzi" episodio Wild Life.... Dieter
- Velocity Trap (1998) .... ED Officer Raymond Stokes
- T.N.T. - Missione esplosiva (1997) .... Alex
- Mars (1997) .... Caution Templer
- Mercenary (1997) (TV) .... Captain Carl Hawk May
- Gli ultimi mercenari (1997) (TV) .... Captain Carl Hawk May
- Savage (1996) .... Savage/Alex
- Savate (1995) (V) .... Joseph Charlegrand
- Automatic (1994) .... J269
- Cyborg - la vendetta (1992) .... Alex
- Angel Town (1990) .... Jacques